# 미쓰비시 F-1

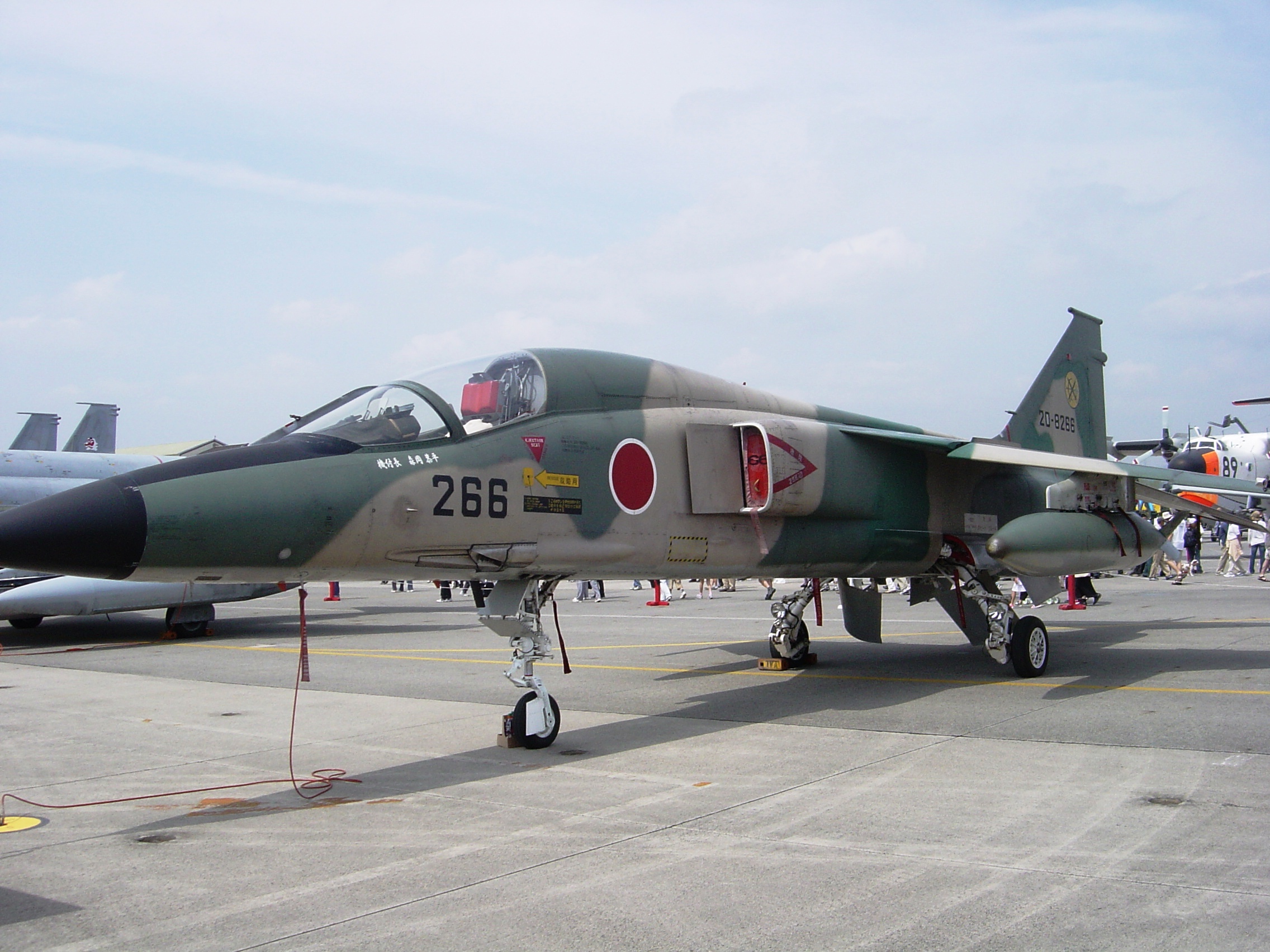
미쓰비시 F-1

미쓰비시 F-1 지원전투기는 일본 항공자위대가 1978년에 채택한 단좌형 공격기이다. 이 전투기는 T-2 초음속 훈련기에 대지/대함 공격 능력을 부여하여 개발한 소형 경량급 전투기다. '지원전투기'는 일본식 명명법이며, 세계 표준으로는 공격기에 포함된다. 6개의 무장 장착용 하드포인트를 가지고 있으며, 일본산 대함미사일과 공대공 미사일을 장착한다. 이 외에 고정무장으로 M-61A1 20mm 발칸포가 있다.

## 개발 배경
1970년대에 이르러 일본은 F-86 세이버 전투기가 노후화되자 이를 대체할 전투기를 찾게 된다. 이와 동시에 기존에 보유 중이던 F-104 스타파이터 전투기는 잦은 추락사고로 악명을 떨치던 중이어서 새로운 전투기 확보가 절실해졌다(그나마 일본의 F-104는 전 세계 동기종 보유 국가 중 가장 사고율이 낮았다). 한편으로는 F-4EJ를 확보하면서도 일본은 자체 전투기 개발을 결정하게 된다.
일본은 제2차 세계 대전 때까지만 하더라도 제로센 같은 프로펠러 전투기를 개발한 기술과 경험이 있으나 전후에 제트 전투기 개발 경험과 기술은 전혀 없는 상태였다. 이 때문에 일본은 초음속 훈련기를 먼저 개발하고 이를 바탕으로 자국 소요에 맞는 공격기(일본식 명명으로는 지원기) 개발을 결정한다(대한민국의 T-50 골든이글과 A-50 개발도 이러한 일본식 개발방법론과 동일하다).

## 개발 역사
미쓰비시 T-2 훈련기를 개발한 미쓰비시 중공업이 T-2 훈련기를 기반으로 F-1 개발 사업을 수행하였다. 1972년에 설계를 시작하고, 1975년 6월 시험비행을 실시한 후 1978년부터 일본 항공자위대에 실전배치했다. 1978년에 18대가 생산되어 납품된 이래 1987년 3월 9일 생산이 종료될 때까지 총 77대가량 도입되었다. 설계에서 생산 시작까지 기간이 대단히 짧은데, 이는 기존 미쓰비시 T-2 훈련기를 개량하는 것이었기 때문에 시간 단축이 가능했다.

## 주요 제원 및 성능

### 외관
F-1 지원기는 외관이 유럽의 다국적공동개발 기체인 재규어 전투기와 흡사하며, 주날개가 작은 것이 특징이다. F-104 스타파이터 전투기의 영향을 받은 것으로 추정된다. 주익은 고익으로 동체 상부와 거의 일직선을 이룬다.

### 주요 제원
| 전장     | 58.6ft (17.9m)      | 기폭          | 25.9ft(7.9m)                                    | 높이                                            | 14.4ft(4.4m                                     |
| 자중     | 14,017lbs           | 최대이륙중량  | 30,203lbs                                       | 최대무장적재량                                  | 약 4t                                           |
| 엔진추력 | 7,305lbs×2(6,358kg) | 엔진          | Rolls-Royce Turbomeca Adour MK-801A 터보팬 엔진 | Rolls-Royce Turbomeca Adour MK-801A 터보팬 엔진 | Rolls-Royce Turbomeca Adour MK-801A 터보팬 엔진 |
| 최대속도 | 마하1.6             | 실용 상승고도 | 50,025ft                                        | 전투 행동반경                                   | 218NM(350km)                                    |
| 항속거리 | 1,400NM(2.593km)    | 최대상승률    | 35,000fpm                                       | 제작사                                          | 미쓰비시 중공업                                 |

- 엔진은 Rolls-Royce사에서 직접 납품한 것이 있고, 이시가와지마 하리마 중공업에서 면허 생산한 것이 있다.

### 무장
| 고정 무장  | M-61A1 20mm 발칸포 1문 (750발 탑재)                                                                 |
| 공대공     | AIM-9 사이드와인더 적외선 유도 방식 공대공 미사일 최대 4발                                          |
| 범용 폭탄  | 500파운드급 폭탄 최대 12발 (약 2.7t)                                                                |
| 공대함     | ASM-1 공대함 미사일 또는 ASM-2 2발                                                                  |
| 무장장착대 | 동체 및 주익 하부에 총 5개                                                                          |
| 레이다     | J/AWG-12 공대공/공대지 레이다, 전방시현장비, Ferranti 6 TNJ-F1 관성항법 장비, J/ASQ-1 화력통제 장비 |

- ASM-1과 ASM-2는 미국제 AGM-84 하푼이나 프랑스제 엑조세 대함미사일에 버금가는 대함미사일이다.

## 배치 현황
이 전투기를 채용한 국가는 일본뿐이다. 일본은 평화헌법 관계로 자국산 무기를 해외에 수출할 수 없도록 되어 있기 때문이다. 현재 일본은 미쓰비시 F-2 전투기를 실전 배치하면서, F-1 지원기는 단계적으로 퇴역시켰다. 
2004년 11월에는 18대를 운용하고 있었으나, 마지막까지 F-1을 운용하던 츠이키 기지의 제6비행대에서 2006년 3월 18일에 임무 종료식과 함께 퇴역하였다.

## 같이 보기
- 미쓰비시 F-2
- 미쓰비시 ATD-X(心神)